# Dormont
Dormont es un borough ubicado en el condado de Allegheny en el estado estadounidense de Pensilvania. En el año 2000 tenía una población de 9305 habitantes y una densidad poblacional de 5132.4 personas por km².

## Geografía
Dormont se encuentra ubicado en las coordenadas 40°23′37″N 80°2′15″O / 40.39361, -80.03750.

## Demografía
Según la Oficina del Censo en 2000 los ingresos medios por hogar en la localidad eran de $38 958 y los ingresos medios por familia eran $51 826. Los hombres tenían unos ingresos medios de $36 286 frente a los $27 241 para las mujeres. La renta per cápita para la localidad era de $20 520. Alrededor del 8.1% de la población estaba por debajo del umbral de pobreza.